# Mastani
Mastani fue la segunda mujer de Bajirao Ballal (también conocido como Bajirao I). Fue una mujer hermosa y valiente, especializada en las artes, la literatura, y la guerra.

## Biografía
Mastani era hija del Maharaja Chhatrasal, quien perteneció al clan Bundela Rajput. Nació en Mau Sahaniya ubicado a 15 km del distrito Chhatarpur de Madhya Pradesh. Existe un palacio llamado Mastani Mahal en Dhubela, justo en el sitio donde Mastani pasó su vida.

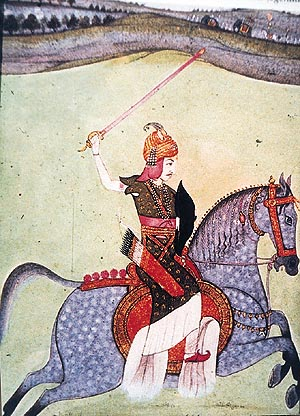
Peshwa Bajirao I

### Muerte
En abril de 1740, mientras Bajirao inspeccionaba sus tierras en Khargon, de repente enfermó y murió. Kashibai, Chimnaji Appa, Balaji (Nanasaheb), y Mastani vinieron a Khargon. Los restos mortales de Bajirao estuvieron consignados a ser quemados el 28 de abril de 1740, en Raver Khed, en los bancos del río Narmada. Mastani poco después murió en el pueblo Pabal, cercano a Pune.
Según el folclore popular, Mastani se suicidó después de oír noticias sobre la muerte de Bajirao, y lo hizo bebiendo el veneno de un anillo que usaba. Otros dicen que saltó sobre la hoguera del funeral de su marido y cometió así sati. Por el momento, no existe una documentación disponible que permita confirmar la causa real. Aun así, está aceptado que no vivió mucho tiempo luego de que Bajirao muriera en 1740.

## Mastani en la cultura popular
- La historia de Baji Rao y Mastani fue reproducida en un cuadro de movimiento, Mastani, dirigido por Dhirubhai Desai, y publicado en 1955.[4]

- Mastani fue retratada por la actriz Deepika Padukone en la película de 2015, dirigida por Sanjay Leela Bhansali: Bajirao Mastani.